# Natalija Wolownyk
Natalija Petriwna Wolownyk (ukrainisch Наталія Петрівна Воловник, wissenschaftliche Transliteration Natalija Petrivna Volovnyk; * 13. März 1993 in Kosowa, Ukraine) ist eine ukrainische Handballspielerin, die zuletzt für den polnischen Erstligisten JKS Jarosław auflief.

## Karriere

### Hallenhandball
Wolownyk erlernte das Handballspielen an einer Schule in ihrem Geburtsort. Noch während ihrer Schulzeit schloss sie sich dem Verein HK Halytschanka Lwiw an. Mit Halytschanka gewann sie 2015, 2016, 2017 und 2018 die ukrainische Meisterschaft sowie 2016 und 2017 den ukrainischen Pokal. Die Außenspielerin wechselte im Jahr 2018 zum polnischen Erstligisten AZS Koszalin. Nachdem die Linkshänderin vier Spielzeiten für AZS Koszalin aufgelaufen war, schloss sie sich dem Ligakonkurrenten JKS Jarosław. Im Sommer 2023 verließ sie den Verein.

### Beachhandball
Wolownyk nahm im Jahr 2016 mit Freunden an der ukrainischen Beachhandball-Meisterschaft teil und gewann die Bronzemedaille. Zwei Jahre später nahm sie mit Mitspielerinnen ihrer Vereinsmannschaft Halytschanka erneut an der ukrainischen Beachhandball-Meisterschaft teil und wurde ukrainische Vizemeisterin.

### In Auswahlmannschaften
Wolownyk gab im Jahr 2014 ihr Debüt für die ukrainische Nationalmannschaft. Im selben Jahr lief sie mit der ukrainischen Auswahl bei der Europameisterschaft 2014 auf. Die Mannschaft schloss das Turnier auf dem letzten Platz ab.